# Hayden Schlossberg
Hayden Schlossberg, född 9 juni 1978 i Livingston, New Jersey, är en amerikansk manusförfattare och regissör.
Hayden har tillsammans med Jon Hurwitz skrivit manus till alla Harold & Kumar filmerna, de regisserade även den andra filmen Harold & Kumar Escape from Guantanamo Bay. 

## Filmografi
- 2004 – Harold & Kumar Go to White Castle
- 2008 – Harold & Kumar Escape from Guantanamo Bay
- 2008 – Harold & Kumar Go to Amsterdam (kortfilm)
- 2011 – A Very Harold & Kumar 3D Christmas
- 2012 – American Reunion